# چاندیگار امریتسر چاندیگر
چاندیگار امریتسر چاندیگر (به انگلیسی: Chandigarh Amritsar Chandigarh) یک فیلم هندی پنجابی کمدی عاشقانه محصول ۲۰۱۹ به نویسندگی نارش کاتوریا و کارگردانی کاران گولیانی است.  تولید شده توسط تولید سامیت دات و دریم بوک در همکاری با "سرگرمی لئوستراید". جیپی گروال، سارگون مهتا  راجپال یاداو در نقش‌های اصلی بازی می‌کنند. این بازسازی رسمی یک فیلم مراتی ۲۰۱۰ بمبئی پونا است. این فیلم در ۲۴ مه ۲۰۱۹ منتشر شد.

## بازیگران
- جیپی گروال در نقش راجویر
- سارگون مهتا در نقش ریت
- راجپال یداو در نقش موراری
- دیلپریت دیلون در نقش شاهزاده (دوست پسر Reet)

## بازاریابی و انتشار
"چاندیگار امریتسر چاندیگر" در ۲۴ مه ۲۰۱۹ توسط گروه امجی در سراسر جهان منتشر شد. این فیلم با امی ویرک بازیگر مکلوا درگیر شد، این دومین فیلم بود. درگیری بزرگ در سینمای پنجابی پس از درگیری عشق پنجاب با ارداس بود.

## پذیرایی
باجه بلیط فروشی
"چاندیگار امریتسر چاندیگر" در روز افتتاحیه خود در هند ۵۱ میلیون روپیه به دست آورد.